# Sinojackia oblongicarpa
Sinojackia oblongicarpa är en storaxväxtart som beskrevs av C. T. Chen och T.R. Cao. Sinojackia oblongicarpa ingår i släktet Sinojackia och familjen storaxväxter. Inga underarter finns listade i Catalogue of Life.